# Gran principe
Gran Principe (in tedesco tradotto come Grossfürst, in russo великий князь, velikij knjaz') è un titolo nobiliare usato per sovrani di un grande principato autonomo o semi-autonomo in Europa dell'est. Il titolo fu utilizzato principalmente nei Principati russi medievali ma anche dai Romanov dell'Impero russo per i membri della Famiglia Imperiale e per i figli dello Zar di Russia, spesso tradotto come Granduca; in Italia, era in titolo con cui si fregiavano gli Eredi al Trono del Granducato di Toscana.
In Ungheria, fu il titolo dei Sovrani prima dell'incoronazione regale di Stefano I d'Ungheria.
Nel 1765 l'Imperatrice Maria Teresa d'Austria proclamò il Gran Principato di Transilvania (Großfürstentum Siebenbürgen), che trasmise ai suoi discendenti ed entrò a far parte dei titoli degli Imperatori d'Austria nel 1804.

## Esempi di gran principi
- Gran Principe di Kiev
- Gran Principe di Mosca
- Gran Principe di Vladimir
- Gran Principe di Raška
- Gran Principe di Toscana